# Paul Magnier
Paul Magnier (* 14. dubna 2004) je francouzský profesionální silniční cyklista jezdící za UCI WorldTeam Soudal–Quick-Step.

## Hlavní výsledky

### Silniční cyklistika
2021
vítěz Classic Jean-Patrick Dubuisson
Tour Junior Causses-Aigoual-Cévennes
4. místo celkově
Tour du Léman
4. místo celkově
2022
vítěz Grand Prix Hyper U
Tour du Pays de Vaud
vítěz etapy 2a
Giro della Lunigiana
2. místo celkově
 vítěz bodovací soutěže
vítěz etap 2b a 3
3. místo La Classique des Alpes
Mistrovství světa
4. místo silniční závod juniorů
Ain Bugey Valromey Tour
8. místo celkově
vítěz 4. etapy
2023
vítěz Prix Pelousey CIC Classic
Mistrovství Evropy
 3. místo silniční závod do 23 let
2024
vítěz Trofeo Ses Salines–Felanitx

### Horská kola
2022
Mistrovství světa
 3. místo cross-country juniorů

### Cyklokros
2021–2022
2. místo Besançon Juniors
2022–2023
3. místo Quintigny